# Daniel Hannan

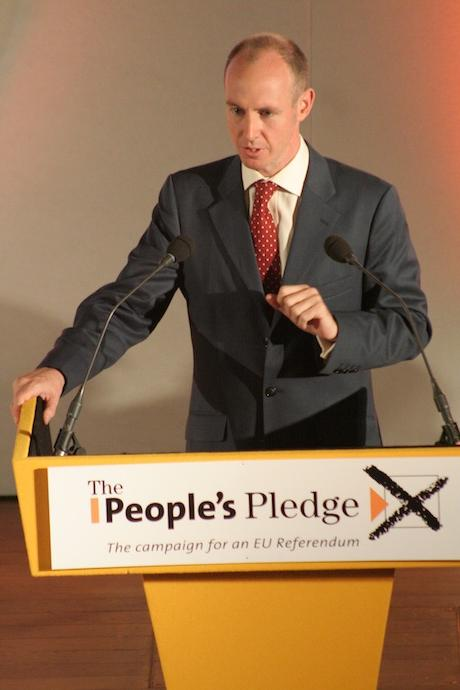
Daniel Hannan, 2011

Daniel John Hannan, Baron Hannan of Kingsclere (* 1. September 1971 in Lima, Peru), ist ein britischer Journalist und Politiker der Conservative Party und war von 1999 bis zum 31. Januar 2020 Mitglied des Europäischen Parlaments. Seit 2010 ist er Generalsekretär der neu gegründeten europäischen Partei Allianz der Europäischen Konservativen und Reformisten (AECR), der die Conservative Party angehört. Hannan ist als EU-Skeptiker bekannt.

## Leben
Hannan wurde auf der Farm seiner Eltern in der Nähe von Lima geboren. Nachdem er seine Kindheit in Peru verbracht hatte, besuchte er das Marlborough College sowie das Oriel College an der Universität Oxford, wo er Zeitgenössische Geschichte studierte. 1992 wurde er hier Vorsitzender der Oxford University Conservative Association, wobei seine EU-skeptischen Positionen bereits 1991 zu Kontroversen führten, als ihm die Oxforder Studierendenzeitung Cherwell Xenophobie vorwarf. 1992/93 war er Vizepräsident der nationalen Studierendenvereinigung der Conservative Party; 1994 bis 1999 Vorsitzender des Verbands Konservativer Universitätsabsolventen (1994–1999). 1995 wurde er Vorstandsmitglied der European Young Conservatives.
1994 bis 1999 war er Leiter des EU-skeptischen Think Tanks European Research Group. Ab 1996 arbeitete er als Verfasser von Leitartikeln für den konservativen Daily Telegraph. Zudem schrieb er Beiträge für die Zeitschrift The Spectator und andere internationale Zeitungen und Zeitschriften, darunter auch Die Welt und die Weltwoche. 1997 wurde er Berater und Redenschreiber von Michael Howard, der zu diesem Zeitpunkt das für Außenpolitik zuständige Mitglied des konservativen Schattenkabinetts war, sowie später für den konservativen Parteichef William Hague.

### Mitglied des Europäischen Parlaments
Bei der Europawahl 1999 wurde Hannan in das Europäische Parlament gewählt. Bei den Europawahlen 2004 und 2009 konnte er seinen Sitz jeweils wiedererringen. Wie die anderen Mitglieder der Conservative Party schloss er sich 1999 zunächst der Fraktion der Europäischen Volkspartei (Christdemokraten) und europäischer Demokraten (EVP-ED) an. Von 1999 bis 2002 war er Mitglied im Ausschuss für die Freiheiten und Rechte der Bürger, Justiz und innere Angelegenheiten, von 2002 bis 2007 im Ausschuss für konstitutionelle Fragen. Danach gehörte er bis 2008 dem Ausschuss für Binnenmarkt und Verbraucherschutz und von 2008 bis 2009 dem Fischereiausschuss an. 2009 bis 2011 gehörte er dem Rechtsausschuss an; ab 2011 war er wieder Mitglied im Ausschuss für konstitutionelle Fragen.
2008 kam es zu einem Skandal um Hannan, nachdem er in einer Debatte über den Vertrag von Lissabon trotz Überschreitung seiner Redezeit nicht seinen Vortrag beendete. Nachdem sein Mikrofon stummgeschaltet worden war, erklärte Hannan, es sei nur der Respekt vor dem Präsidenten des Europäischen Parlaments, Hans-Gert Pöttering, der ihn davon abhalte, die kurz zuvor beschlossene Neuregelung der Redezeiten im Parlament mit dem Ermächtigungsgesetz von 1933 zu vergleichen. Da Pöttering als CDU-Mitglied derselben Fraktion im Europäischen Parlament wie Hannan angehörte, kam es zu einem internen Konflikt, und der Fraktionsvorsitzende Joseph Daul leitete ein Fraktionsausschlussverfahren gegen Hannan ein. Daraufhin trat Hannan am 19. Februar 2008 selbst aus der Fraktion aus und blieb für den Rest der Legislaturperiode fraktionsloser Abgeordneter.
Am 24. März 2009 erreichte Hannan hohe Bekanntheit im englischsprachigen Raum, nachdem der britische Premierminister Gordon Brown eine kurze Rede im Europäischen Parlament gehalten hatte, auf die Hannan in einer dreiminütigen Rede antwortete, in der er Browns Reaktion auf die Finanzkrise ab 2007 scharf kritisierte. Das YouTube-Video dieser Rede erhielt innerhalb kurzer Zeit sehr viele Abrufe. Hannan wurde daraufhin in verschiedene Fernsehshows eingeladen und trat unter anderem im Programm von Glenn Beck im amerikanischen Fox News Channel auf. Britische Fernsehkanäle wie die BBC berichteten hingegen nur wenig über die Rede, wofür sie von der Conservative Party kritisiert wurden.
Nach der Europawahl 2009 verließen die Mitglieder der Conservative Party insgesamt die EVP-ED-Fraktion und beteiligten sich an der Gründung der neuen konservativ-EU-skeptischen Fraktion Europäische Konservative und Reformisten (ECR), der sich auch Hannan anschloss. Zudem gründeten die ECR-Mitglieder eine neue europäische politische Partei, die Allianz der Europäischen Konservativen und Reformisten (AECR), deren Generalsekretär Hannan wurde.
In der Periode 2009 bis 2014 war Hannan Mitglied im Ausschuss für konstitutionelle Fragen und der Delegation in der Paritätischen Parlamentarischen Versammlung AKP-EU.
Stellvertreter war er in der Delegation für die Beziehungen zu den Ländern der Andengemeinschaft und der Delegation in der Parlamentarischen Versammlung Europa-Lateinamerika. Ab seiner Wiederwahl 2014 war Hannan Mitglied im Petitionsausschuss und Stellvertreter im Ausschuss für konstitutionelle Fragen.

## Politische Positionen
Hannan ist als EU-Skeptiker bekannt und lehnte im Europäischen Parlament unter anderem die Ratifizierung des Vertrags von Lissabon ab. Zudem setzte er sich für ein Ende des Internationalen Strafgerichtshofs für das ehemalige Jugoslawien ein und erklärte 2007, dass der Einfluss des Völkerrechts auf nationale Angelegenheiten „die Gelegenheit für eine Diktatur schafft, die weit schlimmer ist als diejenige Miloševićs“, da nicht demokratisch gewählte Gerichte über demokratische Politiker urteilen könnten. Hannan unterstützte die britische Teilnahme am Afghanistankrieg als Reaktion auf die Terroranschläge am 11. September 2001. Die Beteiligung am Irakkrieg lehnte er hingegen ab.
Zudem vertritt Hannan libertäre Positionen, etwa die Legalisierung von Drogen, und setzt sich für institutionelle Reformen im britischen Wahlrecht ein, durch die Wählern mehr Einfluss auf die Zusammensetzung des Parlaments gegeben werden soll. 2008 unterstützte er die Kandidatur Barack Obamas zum Präsidenten der Vereinigten Staaten und warf dessen Gegnern unter anderem vor, sich für große Staatshaushalte einzusetzen. 2010 widerrief er jedoch seine Unterstützung für Obama und erklärte, die „Obamifizierung“ werde Amerika in einen Zustand führen, den man in Europa bereits im Europäischen Parlament sehen könne.

## Mitglied des House of Lords
Am 25. Januar 2021 wurde er als Baron Hannan of Kingsclere, of Kingsclere in the County of Hampshire, zum Life Peer erhoben und ist dadurch seither Mitglied des House of Lords.

## Publikationen
Neben Artikeln in zahlreichen britischen und internationalen Zeitungen veröffentlichte Hannan mehrere Bücher, die sich jeweils kritisch mit Aspekten der europäischen Integration auseinandersetzen und eine Rückkehr zu mehr nationaler Souveränität fordern. Im Einzelnen sind dies Time for a Fresh Start in Europe (1993) A Guide to the Amsterdam Treaty (1997), The Euro: Bad for Business (1998), The Challenge of the East (1999), What if Britain Votes No? (2002), The Case for EFTA (2004) sowie The New Road to Serfdom: A Letter of Warning to America (2010). Zudem gab er zusammen mit Rodney Atkinson und Norris McWhirter das Buch Treason at Maastricht. Destruction of the Nation State (1994) heraus. 2005 gab er zusammen mit 27 anderen Abgeordneten der Conservative Party das Buch Direct Democracy: An Agenda for a New Model Party heraus, das unter anderem mehr Dezentralisierung in der britischen Politik forderte. 2008 veröffentlichte er zusammen mit Douglas Carswell das politprogrammatische Buch The Plan: Twelve Months to Renew Britain.
Für seinen Blog auf der Homepage des Daily Telegraph erhielt Hannan 2009 den Bastiat Prize für Online-Journalismus, einen vom konservativen britischen Think Tank International Policy Network vergebenen Journalismuspreis.